# Étienne Clavière
 (novembre 2017).
Pour les articles homonymes, voir Clavières (homonymie).
Étienne Clavière, né le 27 ou le 29 janvier 1735 à Genève et mort par suicide le 8 décembre 1793 dans la prison de la Conciergerie à Paris, est un banquier, homme d'affaires, spéculateur et une personnalité politique de la Révolution française.
Lors de la « révolution de Genève », en 1782, il fut membre du parti démocratique et prit une part active aux événements, puis s'investit en France dans les grandes spéculations boursières sous Louis XVI.
Il fut en 1790 à l'origine de la création des assignats, suspecté de la fabrication de faux assignats, et devint ministre des Finances, une première fois imposé à Louis XVI jusqu'à sa révocation le 12 juin 1792, une seconde fois d'août 1792 dans le ministère girondin jusqu'à leur chute le 2 juin 1793.

## Biographie

### Origines
Il est issu d’une famille calviniste. Son père est un gros négociant en toile, originaire du Dauphiné et établi à Genève. Il est un banquier genevois s’occupant de spéculations financières mais aussi de la propagande des idées nouvelles. Il se crée des liens utiles dans le milieu des finances de tous les pays mais aussi dans le milieu des lettres : il côtoie philosophes et écrivains politiques.

### Débuts
Il est membre du parti démocratique de la petite république genevoise dont il devient un des chefs. Ce parti obtint un grand succès : Jacques Pierre Brissot lui rend visite en juin 1782. Puis l’intervention des troupes de l’État de Berne, soutenu par la France et la Sardaigne, rétablit l’ancien régime politique. Étienne Clavière et une vingtaine de ses compatriotes sont exilés. Il s’installe en Irlande avec le dessein de fonder une « colonie républicaine de fabricants de montres » (Antonetti).
Il s'installe à Paris en 1784. Il connaît un exil assez heureux, accumulant une fortune considérable par des spéculations brillantes sur la Caisse d'escompte, la Compagnie des Indes et la Compagnie des Eaux. Mirabeau, qui s’intéresse à cette dernière, le remarque et en fait son conseiller financier. Associé également avec Talleyrand, il était un des très grands « manieurs d’argent » de l’époque : il réussit des coups de bourse extraordinaires, spécialement sur les fonds de la dette américaine, et s’enrichit encore. 
En 1788, il fonde une société pour l’achat de terrains aux États-Unis ; il suggère à Jacques Pierre Brissot de s'y rendre afin d’effectuer les transactions nécessaires. En même temps, il fonde avec Brissot la Société des amis des Noirs. Il fonde une Compagnie d’assurance sur la vie, dont il se fait nommer administrateur-gérant. En juin 1788, il acquiert de M. et Mme de Chastenoy une belle propriété (le château de Bel-Air) située à Suresnes (ouest de Paris), où il s’installe et vit fort aisément,. Il apporte sa collaboration au journal de Mirabeau, Le Courrier de Provence, et se montre hostile envers Jacques Necker.

### Révolution française
En 1789, devenu membre du Club des jacobins, il fait paraître un ouvrage où il explique comment remédier à la crise financière qui mine la France. Il présente des requêtes à l’Assemblée constituante, rédige des lettres destinées aux ministres et aux députés. Il use de tous les moyens que lui permettent sa situation financière, qui est des plus confortables, pour se montrer à son avantage.
En 1791, il est élu député suppléant de l’Assemblée législative par le département de la Seine. 
Son nom figure sur la liste des ministres girondins que Brissot imposa à Charles François Dumouriez lorsque ce dernier doit désigner les hommes qui composeront son ministère. En mars 1792, Étienne Clavière se voit remettre le portefeuille des Contributions. Il réussit à convaincre le roi de sanctionner le décret du 28 mars accordant l’égalité aux blancs et aux hommes de couleur libres dans les colonies, décret qui devient ainsi la loi du 4 avril 1792. Il contribue aussi auprès de Brissot au choix des commissaires Sonthonax et Polverel pour l’application de la loi à Saint-Domingue.
Le 13 juin 1792, il est renvoyé par Louis XVI, pour s’être permis d’écrire au roi une lettre sur un ton peu respectueux de l’autorité royale, en même temps que Joseph Servan et Roland. Il est remplacé par Antoine Duranthon. Après la journée du 10 août 1792, il reprend sa place au sein du Conseil exécutif comme ministre des finances. Soupçonné, l'année suivante, d’être un agent de l’étranger, il partage le sort des girondins, mais ne figure pas parmi les 22 inculpés du procès d’octobre 1793. Décrété d’arrestation pendant les Journées du 31 mai et du 2 juin 1793, il ne reçoit son acte d’accusation que le 8 décembre 1793.
Le bilan de ses ministères est désastreux. Il a notamment détourné près de deux millions lors de la liquidation de la Compagnie d'assurance sur la vie, et une somme au moins égale de la Caisse d'escompte. Il est probable qu'une partie importante de ces sommes ont servi à financer des missions occultes à l'étranger, surtout en Angleterre[réf. nécessaire]. Il participe aussi largement aux trafics des barons de Breteuil et de Batz, qui alimentent les caisses des émigrés à partir des fonds publics. Enfin, il faut noter qu'une des plus grosses fabriques de faux assignats de l'époque se trouve près de chez lui à Suresnes.
On ignore pourquoi Étienne Clavière est épargné le 31 octobre 1793, peut-être bénéficie t-il d’une protection. Il se fait peu d’illusion sur l’issue de son procès. Ses camarades de cellule endormis, muni d’un couteau de table qu’il a dissimulé lors de la prise de son repas, il se porte un coup mortel au cœur. Apprenant le suicide de son mari, Marthe Louise Garnier, son épouse depuis 1758, s'empoisonne.